# Gommar Michiels
Gommar Michiels (ur. 15 maja 1890 w Booischot w Belgii, zm. 27 lipca 1965) – belgijski duchowny katolicki, kapucyn, kanonista, profesor Katolickiego Uniwersytetu Lubelskiego, w latach 1924–1928 i 1931–1935 dziekan Wydziału Prawa Kanonicznego KUL.

## Życiorys
W zakonie kapucynów przyjął w 1914 święcenia kapłańskie. Na Papieskim Uniwersytecie Gregoriańskim w Rzymie uzyskał w 1920 stopień doktora prawa kanonicznego. W tym samym roku został zatrudniony na Wydziale Prawa Kanonicznego i Nauk Moralnych KUL jako profesor nadzwyczajny. W 1929 został profesorem zwyczajnym KUL. Był dziekanem tego wydziału w latach 1924–1928 i 1931–1935, zaś w latach 1928–1929 jego prodziekanem. Ze względu na stan zdrowia zakończył pracę na KUL i wyjechał do Belgii, gdzie został kustoszem generalnym prowincji zakonnej w Lowanium. W latach 1938–1940 był wykładowcą na Uniwersytecie Laterańskim w Rzymie a w 1941 i w latach 1945–1949 na Uniwersytecie Laval w Quebecu.
Pod jego kierunkiem na KUL stopień naukowy doktora prawa kanonicznego uzyskał w 1930 ks. Stanisław Czajka.
W 1957 został doktorem honoris causa KUL, w 1960 Katolickiego Uniwersytetu w Louvain.
Pełnił wiele funkcji w Watykanie, m.in. był ekspertem Soboru Watykańskiego II.